# 朱敬鑉
朱敬鑉（1550年9月11日—1614年10月27日），字進父，別號志川，明朝永興恭憲王朱志墣六世孫，明朝奉國中尉。詩人，書法家。著有《梅雪軒詩稿》四卷存世。

## 生平
嘉靖三十三年（1554年）賜名。嘉靖四十三年（1564年）封奉國中尉。

### 青藜社
至遲在萬曆十四年（1586年）成立青藜社，詩社成員有
- 朱敬錪，字季量
- 朱誼漐，字孟恭
- 朱誼汜，字仲宗
- 朱誼㳆，字子斗
- 朱敬䤮，號荊
- 來復，字陽伯
- 來臨，字馭仲
- 熊子猷
- 馮從吾，字仲好
- 南師仲，字子興
- 寇學海，字巨源
- 王鶴，字子皋
- 黃韑，字昭質
- 康子秀
- 張致卿
- 王元錫
- 邢鳳毛
- 王祐之
- 朱國珍
- 秦仲受
- 周子大

青藜社集會的詩歌唱和有限韻、次韻、分韻、和韻等形式。

### 卒葬
萬曆四十二年（1616年）去世。萬曆四十三年（1617年）與妻子合葬，墓在咸寧縣（今西安市）曲江北，樂遊原東塋之次。

## 書法
其書法學王羲之，年少時刻有《心經》《千字文》等書帖。
楊賓評價：「學《聖教序》得手者，自唐以來懷素、懷仁、鄭善夫、文徵仲、朱進父（朱敬鑉）而已」。
今存世碑刻有六方，現藏西安碑林博物館。

## 詩歌評價
其友弟寇學海：「奇崛似太白，俊逸似摩詰，雄渾似子美，風流跌宕時出長卿」。
南師仲：「今讀進父詩，亡論摹漢即漢，擬唐即唐，乃其不没流俗，不取媚時眼……進父則沉密秀雅，當其命意鑄詞，務尊軌度」。
清朝四庫館臣：「詩格淺弱，敷衍成篇」。

## 家庭

### 妻
- 馬氏，封安人，咸寧人，馬無息長女

### 子孫
- 嫡長子：奉國中尉朱誼漐（？—1609年）[1]，字孟恭[10]
  - 第一子：朱存
  - 女：宗女，夫周陞
  - 女：宗女
- 嫡次子：奉國中尉朱誼汜，字仲宗[11][12]，自號栽松道者[3]
  - 第一子：朱某
- 嫡三子：奉國中尉朱誼𣲴，字叔信[12]
  - 第一子：朱存𥟎
  - 第二子：朱某
  - 女：宗女，夫李穠
- 嫡四子：奉國中尉朱誼𤂶，字季通[12]
  - 女：宗女
- 女：宗女，夫管應元

## 墓誌
誌石於1949年後出土，時間地點不詳。1980-2000年間西安市文物保護考古所徵集，現藏西安市文物保護考古所。

明宗室秦藩永興郡支奉國中尉志川公配安人馬氏墓誌銘

〔蓋文〕

大朙宗室秦

藩永興郡支

奉國中尉志

川公配安人

馬氏之墓

〔誌文〕

 | 大明宗室秦藩永興郡支奉國中尉志川 公配安人馬氏墓誌銘 賜同進士出身通議大夫原任陝西巡撫兵 部右侍郎兼都察院右僉都御史恒山 崔應麒撰 盩厔趙崡填諱 三原胡廷器篆 萬曆甲寅九月廿五日，奉國公卒。十月 廿三日，馬安人又卒。越歲乙卯十一月 廿五日，同葬樂遊原東塋之次。公夫婦 同生嘉靖庚戌，奉國公八月一日，安人 十月廿三日，得年各六十有五，可謂白 首偕老者矣。公生五年，而 肅皇帝賜名敬鑉。十五年，而封奉國中尉， 字曰進父，别號志川。父輔國中尉樊川 公懷塊。塊父愛水公惟烘。烘父需齋公 秉楶。楶父某公誠淵。淵父某公公鑛。鑛 為 永興恭憲王次子。恭憲王父 懿簡王。懿簡王父 秦愍王。秦愍王父則我 太祖高皇帝。奉國公者，其九世孫也。公風標 器宇，爽朗卓犖，動止合矩，言笑有章。事 樊川公、母馬宜人，視省晨昏，因心迎順。 二親垂古稀，公年已半百。髮髩斑然矣。 每侍，應對必避席，炎歊必却扇，以為常。 迨二親相繼不禄，公毁悴損神，身卜宅 兆，手理松楸，即樂遊原東塋是也。先是， 公行公至秉行公，皆葬鮑陂原塋。愛水 公為需齋公季子，葬樂遊原西塋。樊川 公又為愛水公季子，老且自栖一丘也。 然每念二塋歲久傾頹，樵牧弗禁，謂胡 可藉不祔為解，而路人丘隴也。公次第 繕完，以慰先志。各有鐫記，不具録。甲寅 春，豎馬宜人墓碑，濡睫經時，情見乎詩， 存集中。與兩弟鉞、錪，迄老愉怡，塤篪酬 和。樊川公故居積，公不復治生，築梅雪 軒，讀書其中。門庭蕭寂，圖史晏然，哦咏 性情，揖讓今古，灑然甚適也。且恭儉下 人，樂與賢士大夫遊，與王京兆子皋、張 布衣致卿、康明府子秀、南宫庶子興、趙 中舍常吉、俞山人羡長，結社論文。或誼 | 重比肩，或神交千里。所著《梅雪軒詩草》 五百餘首。黄太史昭素、馮侍御仲好、張 柱史希尹、寇文學巨源、南督學思受，皆 為序傳之。盖公之才富東阿，學綜中壘， 觸時感事，嘅嘆諷喻，各有深長之思，非 直以聲律勝也。性好臨池，而善用中鋒， 遒劲婉麗，得右軍父子遺意。所勒杜詩、 草訣、千文、《金剛經》、《不自棄文》等帖，海内 操墨之士，津津嚮慕。如賈中丞舂容、汪 方伯雲陽、陳憲副子覲、徐繡衣京，咸諸 當路，干旄筐篚，尋響而至。凡接其罄欬， 得其手跡者，争以為重。採榷兩長，秋陽 浮慕公，嘗通紹介，公径報其刺，避匿杜 門矣。當是時也，有行涉豪舉，意尚貨殖 者，公教敕諸子，弗敢踰閑，惟詩書為素 業，毫楮為益友。謂非故患貧，患不安耳。 或偏嗜古玩，則曰玩物喪志。蘇長公言： 手先研壞，兒輩何煩持王謝家物。往公 治園一區，為二親頤養，具花竹清勝，曰 侍含飴，二親歡焉。及是毁圮，恐妨式穀， 以故諸子質行愿謹，抱貞履方。余嘗見 仲子汜、季子𤂶者正書，得信本氣韻，公 之督率者力也。庚戌以後，歲輒賦一詩 以見志。甲寅賦詩，有看取百年誰是我， 更於誰處問吾真之句，示姪誼㳆賡和。 自春抵夏，火暈頻作。時馬安人沈滯床 蓐。公縣切耿耿，苦以寒泄，弗起。哀哉！公 配馬封安人，咸寧善士無息公長女。 懿德淑行，出自天成。比歸奉國公，不尚 華艷，常服布枲。珍奇臑薦，非奉尊章及 夫子，終不入口。馬宜人持家省約，安人 婉娩聽從，步如執盈。宜人嘗病火，安人 昕夕左右，猥媟忘辱，倦𧮭忘勞。二親喪 葬，四時蒸嘗，安人夙夜預辦，不假婢僕。 奉國公好客，門常接轂。安人擊鮮治具， 豐約多寡，率與客相當。奉國公故峻急， 安人遜順之。少解，則以道匡諫喪羊為 喻，或陰為調護，以補奉國公之不逮。以 故奉國公舉動，有若佩韋。醯醢果蓏，旨 蓄弗匱。綦絲寸帛，用必經意。娶婦嫁女， 脂盝粧具，釆幣女紅，悉出手製。處妯娌 女妐，寡默和順。訓諸子，則愛而能勞，嚴 | 而且慈。衣以敝緼，食以蔬啖。或受訾讆， 則戒之反己。以《女誡》教子婦，無所偏愛 媵侍。逮以寬睦婢僕，洽於惠恤。事上接 下，周旋委曲，宛然樛木之仁。安人少多 育，老而疲黹。己酉，冢子漐故，遺孫幼，特 加撫惜，積思成病。及劇，猶自隐忍。盖不 欲貽憂夫子也。奉國公病革時，猶釁釁 詢候羿持。至奉國公者再及卒，哭之慟。 曰：夫子逝矣，未亡人晷刻相從耳。日夜 洿沫枕席間，含哀而終。其日即生辰也。 安人生四子：長誼漐，卒，配韓；次誼汜，配 竇，繼張，再繼聘康；次誼𣲴，配曹，繼劉；次 誼𤂶，配馬；俱世授奉國中尉，配世授安 人。女一，壻管應元。孫男子四：一漐出存 ，聘馬應兆女。一汜出，幼。二𣲴出，存𥟎， 聘管，元城縣公應律女；一幼。孫女子四： 二漐出，一許周陞；一幼。一𣲴岀，許李穠。 一𤂶出，幼。三仕秦中，稔知公高賢。數 接翰墨，味腴搴芳。癸丑冬，余謝政東歸。 公出祖河干寵光行色，今不二載。而郎 君汜以状告葬期，丐銘於余，余忍銘之 哉？竊謂世禄之家，鮮克有禮。公淵抱卓 識，砥名飭行。事親孝，處家約，敦詩悦禮， 不妄交遊。其素所脩正也。余以為有毅 然特立之風。使乘時際遇，才猷經世，必 有可觀。徒以制不得少展其蘊，惜哉！馬 安人柔順自持，内政井井，以成奉國公 之名。是夫是婦，天合之矣。是宜銘。 銘曰： 猗歟哲人，超群離俗；神清韻逸，學博志 篤。翼翼若德，温温如玉；詩宗三昧，書傳 正鵠。吁嗟賢媛，家室是宜；遹啓芝蘭，揖 螽斯。齊眉同穴，生死偕期；載銘之幽， 清光永垂。 不肖男誼汜泣血謹書 誼𣲴、誼𤂶同 承重孫存泣血礱石 卜植鐫字 |